# Бенсон, Эмбер
Эмбер Николь Бенсон (англ. Amber Benson; род. 8 января 1977) — американская актриса, писатель, режиссёр и продюсер. Наиболее известна по роли Тары Маклей в телесериале «Баффи — истребительница вампиров». Как режиссёр, продюсер и сценарист поставила фильмы «Шанс» (2002) и «Любовники, вруны и психи» (2006).

## Биография
Бенсон родилась в Бирмингеме, Алабама, в семье Эдварда Бенсона, психиатра, и Дианы Бенсон. Её младшая сестра, Даниэль, тоже актриса. Бенсон была воспитана в смешанных христианских и еврейских обычаях. Будучи ребёнком, занималась музыкой и танцами. Окончила среднюю школу в Орландо, Флорида.
После окончания Баффи занялась производством серии анимационных фильмов для канала BBC. Вместе с другой звездой «Баффи», Адамом Бушом, является режиссёром комедии «Трутни», который был показан на фестивале в Лондоне в 2010 году. В 2001 году исполнила песни «I’ve Got a Theory / Bunnies / If We’re Together», «Under Your Spell» (her solo), «Walk Through the Fire», «Standing/Under Your Spell (Reprise)» and «Where Do We Go from Here?» в эпизоде «Once More, with Feeling» телесериала «Баффи-истребительница вампиров». В 2002 году появилась в двух синглах альбома своего коллеги Энтони Стюарта Хэда, Music for Elevators.
Бенсон пишет романы и комиксы в основном в сотрудничестве с Кристофером Голденом. Первая книга Death’s Daughter, в мягкой обложке,. вышла в свет 24 февраля 2009 года, вторая книга Cat’s Claw 23 февраля 2010 года. В июне 2010 года была закончена третья книга.
С 2007 года Бенсон живёт в Лос-Анджелесе. С марта 2009 года встречается с Адамом Бушом, который сыграл Уоррена в «Баффи — истребительница вампиров».

## Избранная фильмография
| Год       |    | Русское название                 | Оригинальное название    | Роль                         |
| --------- | -- | -------------------------------- | ------------------------ | ---------------------------- |
| 1993      | ф  | Увлечение                        | The Crush                | Шайенн                       |
| 1993      | ф  | Царь горы                        | King of the Hill         | Элла МакШейн                 |
| 1994      | ф  | Японский городовой               | S.F.W.                   | Барбара Уилер                |
| 1994      | ф  | Благородный аферист              | Imaginary Crimes         | Маргарет                     |
| 1995      | ф  | Прощай, любовь                   | Bye Bye Love             | Мэг Д’Амико                  |
| 1998      | ф  | Не могу дождаться                | Can’t Hardly Wait        | Стефани                      |
| 1999—2002 | с  | Баффи — истребительница вампиров | Buffy the Vampire Slayer | Тара Маклей                  |
| 2000      | ф  | Мошенники                        | The Prime Gig            | Бэтгёрл                      |
| 2001      | ф  | Кафе «Донс Плам»                 | Don’s Plum               | Эми                          |
| 2002      | ф  | Табу                             | Taboo                    | Пайпер                       |
| 2002      | ф  | Шанс                             | Chance                   | Шанс                         |
| 2003      | ф  | Последние дни                    | Latter Days              | Трейси Левин                 |
| 2004      | с  | Детектив Раш                     | Cold Case                | Джулия Хоффман               |
| 2005      | ф  | Между мирами                     | Intermedio               | Барби                        |
| 2006      | ф  | Любовники, вруны и психи         | Lovers, Liars & Lunatics | Жюстин                       |
| 2006—2011 | с  | Сверхъестественное               | Supernatural             | Ленор                        |
| 2007      | ф  | Поцелуй невесту                  | Kiss the Bride           | Элли                         |
| 2007      | тф | Грифон                           | Gryphon                  | Принцесса Амелия Локлендская |
| 2008      | ф  | Только секс                      | Strictly Sexual          | Донна                        |
| 2008      | ф  | Одноглазый монстр                | One-Eyed Monster         | Лаура                        |
| 2009      | ф  | Лёгкая походка вперёд            | Tripping Forward         | Гвен                         |
| 2009      | с  | Частная практика                 | Private Practice         | Джилл Эйвери                 |
| 2010      | ф  | Смертельное оскорбление          | The Killing Jar          | Норин                        |
| 2010      | ф  | Осеннее полнолуние               | Another Harvest Moon     | Гретхен                      |
| 2010      | с  | Анатомия страсти                 | Grey’s Anatomy           | Коррин Хенли                 |
| 2011      | с  | Двойник                          | Ringer                   | Мэри Кёртис                  |
| 2018      | ф  | Дом демонов                      | House of Demons          | Майя                         |
| 2024      | ф  | Я видел свечение телевизора      | I Saw the TV Glow        | мать Джонни Линка            |